# Município de Warren (condado de Washington, Ohio)
O município de Warren (em inglês: Warren Township) é um município localizado no condado de Washington no estado estadounidense de Ohio. No ano de 2010 tinha uma população de 4.045 habitantes e uma densidade populacional de 41,13 pessoas por km².

## Geografia
O município de Warren encontra-se localizado nas coordenadas 39° 24′ 21″ N, 81° 32′ 08″ O. Segundo a Departamento do Censo dos Estados Unidos, o município tem uma superfície total de 98.34 km², da qual 97,09 km² correspondem a terra firme e (1,27 %) 1,25 km² é água.

## Demografia
Segundo o censo de 2010, tinha 4.045 habitantes residindo no município de Warren. A densidade populacional era de 41,13 hab./km². Dos 4.045 habitantes, o município de Warren estava composto pelo 98,79 % brancos, o 0,2 % eram afroamericanos, o 0,07 % eram amerindios, o 0,25 % eram asiáticos, o 0,07 % eram de outras raças e o 0,62 % eram de uma mistura de raças. Do total da população o 0,72 % eram hispanos ou latinos de qualquer raça.